# 新试验
新试验（義大利語：Nuovo Cimento），是意大利物理学会出版的同行評審物理学系列学术期刊。《新试验》原本是一份学术期刊，由卡洛·马泰乌齐与拉法埃莱·皮里亚创立于1855年，前身是1844年创办的《试验》（Il Cimento）。1897年，《新试验》成为意大利物理学会的官方刊物。后来，《新试验》拆分，成为期刊系列。《新试验》曾出版A、B、C、D四辑以及《新试验副刊》《新试验评论》和《新试验快报》，现今《新试验A辑》《新试验B辑》和《新试验D辑》已并入《欧洲物理学杂志》，《新试验副刊》改为《新试验评论》，《新试验快报》并入《欧洲物理快报》。目前仍在出版的《新试验》系列期刊只有《新试验C辑》和《新试验评论》两刊。

## 分刊列表
| 刊名 | 刊名译名                                                            | 出版时间   | ISSN      | 备注                                                                                             | 在线期刊 |
|      | 新试验                                                              | 1855－1965 | 0029-6341 | 拆分为A、B两辑                                                                                   | （页面存档备份，存于） （页面存档备份，存于） （页面存档备份，存于） （页面存档备份，存于） （页面存档备份，存于） （页面存档备份，存于） （页面存档备份，存于） （页面存档备份，存于） |
|      | 新试验副刊                                                          | 1949－1968 | 0550-3868 | 1969年改为《新试验评论》                                                                         | |
|      | 新试验评论                                                          | 1969－1970 | 0035-5917 |                                                                                                  | |
|      | 新试验评论                                                          | 1971－     | 0393-697X |                                                                                                  | |
|      | 新试验A辑                                                           | 1965－1971 | 0369-3546 |                                                                                                  | （页面存档备份，存于） |
|      | 新试验A辑                                                           | 1971－1982 | 1124-1853 |                                                                                                  | （页面存档备份，存于） |
|      | 新试验A辑：核，粒子及场                                             | 1982－1999 | 1124-1861 | 2000年并入《欧洲物理学杂志A辑：强子与核子》和《欧洲物理学杂志C辑：粒子和场》                     | （页面存档备份，存于） |
|      | 新试验B辑                                                           | 1965－1971 | 0369-3554 |                                                                                                  | （页面存档备份，存于） |
|      | 新试验B辑                                                           | 1971－1981 | 1124-187X |                                                                                                  | （页面存档备份，存于） |
|      | 新试验B辑：相对论，经典和统计物理                                   | 1982       | 1124-1888 |                                                                                                  | （页面存档备份，存于） |
|      | 新试验B辑：普通物理，相对论，天文学和等离子体                       | 1982－1985 | 1720-0822 |                                                                                                  | （页面存档备份，存于） |
|      | 新试验B辑：普通物理，相对论，天文学，数学物理和方法                 | 1985－2008 | 1594-9982 |                                                                                                  | （页面存档备份，存于） |
|      | 新试验B辑：物理学中的基本主题                                       | 2009－2010 | 2037-4895 | 2011年改名《欧洲物理学杂志＋》                                                                   | |
|      | 新试验C辑                                                           | 1978－1981 | 0390-5551 |                                                                                                  | （页面存档备份，存于） |
|      | 新试验C辑：地球物理和空间物理                                       | 1982－2008 | 1124-1896 |                                                                                                  | （页面存档备份，存于） |
|      | 新试验C辑：物理学论坛                                               | 2009－     | 2037-4909 |                                                                                                  | |
|      | 新试验D辑：凝聚物质，原子、分子及化学物理，流体，等离子体，生物物理 | 1992-1998  | 0392-6737 | 1999年并入《欧洲物理学杂志B辑：凝聚物质》和《欧洲物理学杂志D辑：原子、分子、原子团和光学物理学》 | （页面存档备份，存于） |
|      | 新试验快报                                                          | 1969－1971 | 0024-1318 |                                                                                                  | |
|      | 新试验快报                                                          | 1971－1985 | 0375-930X | 1986年并入《欧洲物理快报》                                                                       | |

来源：Biblioteca «Roberto Stroffolini», Università di Napoli Federico II - Dipartimento di Fisica “Ettore Pancini”